# Llengua d'Okinawa
La llengua d'Okinawa (沖縄口, ウチナーグチ) uchināguchi o Okinawa Central és una de les llengües ryūkyū del nord parlada al sud de l'illa d'Okinawa, així com a les illes properes de Kerama, Kume-jima, Tonaki, Aguni i les illes situades a l'est de l'arxipèlag Okinawa, dins de la Prefectura d'Okinawa al Japó. Se subdivideix en quatre dialectes: shuri, naha, torishima i kudaka. El dialecte shuri fou normatitzat a l'època del Regne de Ryūkyū, sota el regnat de Shō Shin (1477-1526). Era, llavors, la llengua oficial emprada per l'aristocràcia local. Diversos cants i poemes d'Okinawa són escrits en dialecte shuri.
La política d'assimilació, juntament amb una major interacció entre Japó i Okinawa per mitjà dels mitjans de comunicació i l'economia, ha portat al desenvolupament del dialecte Okinawa japonès, que és un dialecte influenciat per les llengües d'Okinawa i Kunigami. El japonès i el dialecte d'Okinawa sols comparteixen 60% del vocabulari, per bé que són dues llengües japoneses.
La llengua del centre d'Okinawa es distingeix de la llengua del nord d'Okinawa, que es classifica independentment com a llengua kunigami. Ambdues llengües són catalogades per la UNESCO com en perill d'extinció.